# 北京通順競馬場
北京通順競馬場（ペキンつうじゅんけいばじょう）は、中華人民共和国の北京市通州区にあった競馬場。2001年に開場したが、2005年に開催停止された。

## 歴史
北京通順競馬場の母体は、1998年に香港企業と大陸企業の合弁で北京に設立されたサラブレッド生産牧場の北京華駿育馬有限公司（簡体字: 北京华骏育马有限公司）で、実質的なオーナーは香港の実業家、鄭榕彬（Y P Cheng）であった。当時、中国では改革開放の流れに乗って広州競馬場など各地で馬券発売を伴う競馬が行われてサラブレッドの需要拡大が期待されており、北京華駿牧場はメイショウドトウの父ビッグストーンをはじめとする種牡馬や繁殖牝馬を持ち込んで年産600頭規模の生産を行っていた。ところが、2000年に中国当局は取締りを強めて各地の競馬場を閉鎖し、北京華駿牧場は生産馬の販路の見通しを失った。そこで、競馬の認知度を高めて馬の買い手を開拓するために2001年に北京通順賽馬場有限公司（簡体字: 北京通顺赛马场有限公司）を設立して自ら競馬場を開設し、2002年8月4日から週に1〜2回の競馬開催を開始した。競馬場の施設は国際水準を備えたアジア最大級を標榜しており、騎手や調教師は中国国内のほか、香港、マカオ、オーストラリア、ニュージーランド、アイルランド、フランス、カナダなどから招請され、検量、裁決などのシステムが整った競馬が行われていた。
競走開始当初から勝ち馬当て推理くじ（中国語: 竞猜）をゲームの名目で実施しており、2004年シーズンに売り上げの20パーセントを競馬場から納税する条件で税務当局の口頭許可を得て控除率30パーセントの馬券発売に踏み切ったが、10月に公安当局から競馬開催の停止を口頭で命令され、「賭博性のある競馬に関する捜査に協力するため」としてシーズン途中で開催を自粛。2005年に北京市の許可を得て競馬を再開し、非営利事業を標榜して馬券売り上げ収益を中国紅十字会に寄付したが、同年9月に公安局から2度目の口頭による停止命令を受け、9月24日の開催を最後に競走は施行されなかった。11月のシーズン終了告知を最後にホームページの更新も停止され、同月に外国人の調教師や騎手を含む700人以上が解雇された。運営会社は口頭による停止命令の撤回を求めて人民法院に提訴したと報じられたが、そのまま競馬が再開することはなかった。
開催停止後も残っていた競馬場の施設は、2019年頃に撤去工事が行われた。

## コース
外側から1周2298m芝コースのAトラック、1周2005m芝コースのBトラック、1周1850mダートコースのSトラックの3本のコースがあった。

## 設備
北京通順競馬場は160ヘクタール（1.6平方キロメートル）の敷地面積があり、厩舎、競走用設備、高性能テレビ放映システム、血液・DNA・ドーピング検査設備などを備えていたが、メインスタンドは計画段階のまま建設されていなかった。会員限定の観覧席として、予約制・有料のVIPルームがあった。
また、場内には総合馬術の練習場があり、2008年北京オリンピックに向けた馬術チームの練習に利用されていた。競馬場のホームページでは北京オリンピックの馬術競技会場を目指して活動しているとされていたが、実際には香港が共同開催都市に指定されて沙田競馬場などが馬術競技会場となり、北京通順競馬場は使用されなかった。

## 競走
競馬の開催時期は毎年3月から11月。当初から週に1〜2回の競馬開催が行われており、末期には毎週土曜日に約10競走が施行されていた。フルゲートは14頭であり、馬名は英語表記と漢字表記の2通り存在するなど、香港の競馬に似ていた。
G1からリステッドまでの重賞とその他の競走に競走は体系化されており、2004年にG1は6競走設定されていた。
2004年のレーシングプログラムによれば競走の施行距離は1600m以下が中心で、2000m以上は少ないが、隔週で年に7競走程度、4000mから12000mの長距離競走が行われた。
競走は北京電視台のスポーツ専門チャンネル（BTV-6）で放送されていた。
馬券も発売されていたが、中国では賭け事は違法で、公安当局も馬券発売を伴う競馬の開催を禁止する通達を出しており、表向きの広報はなく、ホームページの初心者向けの案内ではその存在に触れられていなかった。わずかに入会案内に会員限定サービスとしてサービス券（中国語: 服务券）の当たる勝ち馬当て推理活動（竞猜活动）への参加ができる旨の記載が確認できる。

## アクセス
北京地下鉄八通線通州北苑駅から924号線バスに乗り換え徐辛庄バス停下車、タクシーで10分。